# Royal Deeside

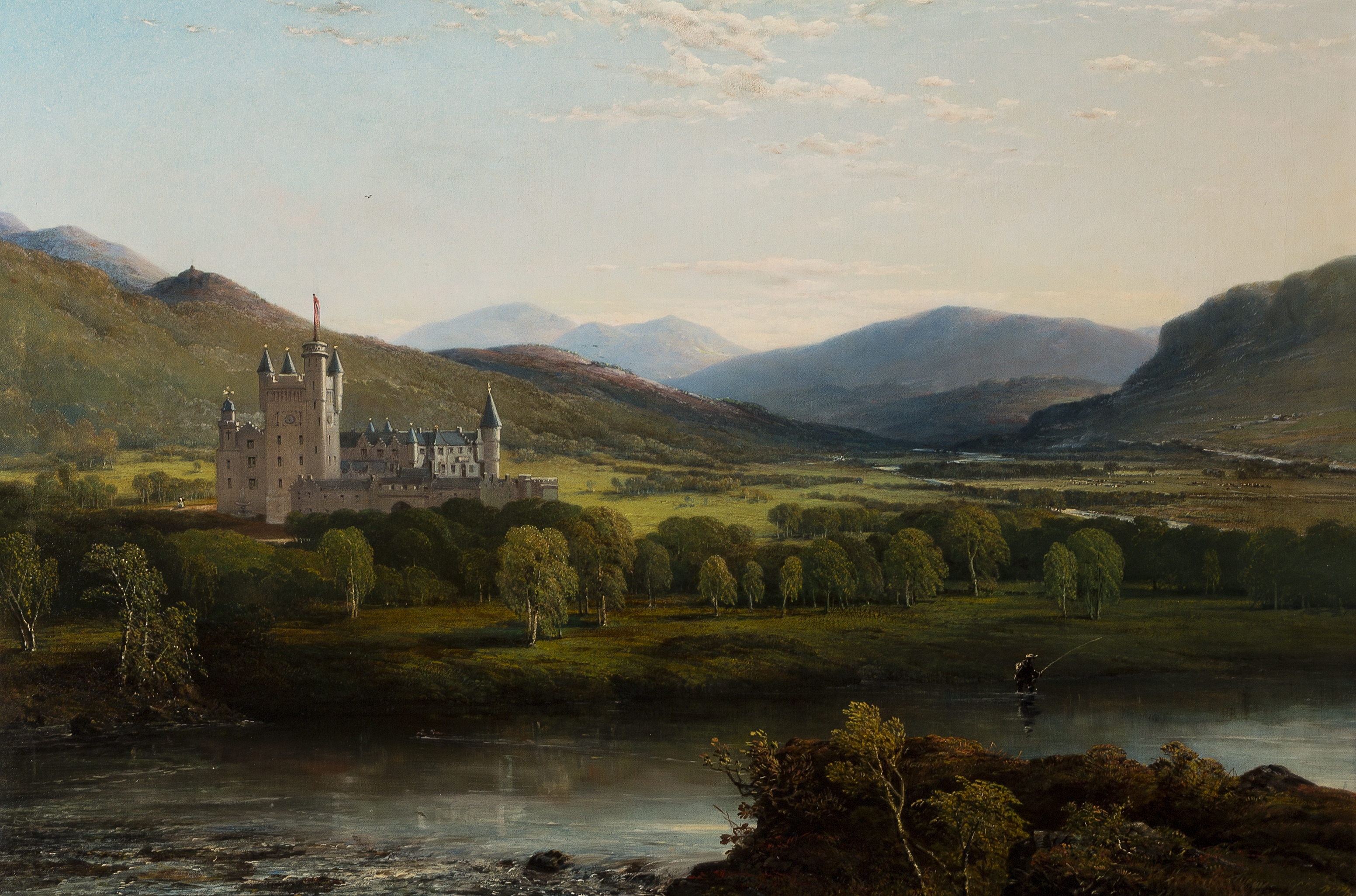
Zamek Balmoral w dolinie Royal Deeside na obrazie James Cassie

Royal Deeside lub Deeside – dolina rzeki Dee, w północno-wschodniej Szkocji (Wielka Brytania), w hrabstwie Aberdeenshire. Położona w paśmie górskim Grampianów, rozciąga się z zachodu na wschód na długości około 60 km, w większej części znajduje się w obrębie parku narodowego Cairngorms. Główne miejscowości położone w dolinie to Braemar, Ballater, Aboyne i Banchory.
Miano „królewskiej” (royal) dolina zyskała w połowie XIX wieku, w epoce wiktoriańskiej, kiedy to brytyjska rodzina królewska nabyła tu rezydencje Balmoral i Birkhall, które pozostają w jej posiadaniu do dziś. Dawniej, dzierżawiła ona także położony w dolinie zamek Abergeldie.